# Blera umbratilis
Blera umbratilis là một loài ruồi trong họ Ruồi giả ong (Syrphidae). Loài này được Williston mô tả khoa học đầu tiên năm 1887. Blera umbratilis phân bố ở miền Tân bắc